# Jean-Jacques de Peretti
Jean-Jacques de Peretti (Clermont-Ferrand, nacido el 21 de septiembre de 1946, es un político francés, alcalde de Sarlat-la-Canéda y consejero de Estado.